# Galegeae
Galegeae es una tribu  de plantas con flores perteneciente a la subfamilia Faboideae dentro de la familia Fabaceae. La mayoría de los géneros de la tribu se encuentran en el hemisferio norte, pero también se encuentran en Australia, África y Sudamérica.  El género tipo es Galega.

## Géneros
Géneros según wikispecies:
- Alhagi - Astracantha - Astragalus - Calophaca - Caragana - Chesneya - Clianthus - Colutea - Eremosparton - Galega - Glycyrrhiza - Gueldenstaedtia - Halimodendron - Lessertia - Oreophysa - Orophaca - Oxytropis - Smirnowia - Sphaerophysa - Spongiocarpella - Sutherlandia - Swainsona

Géneros según APWebsite:
- Astragalus, Biserrula, Carmichaelia, Chesneya, Clianthus, Colutea, Eremosparton, Erophaca, Galega, Glycyrrhiza, Lessertia, Montigena, Oreophysa, Oxytropis, Smirnowia, Sphaerophysa, Sutherlandia, Swainsona.

Géneros según Strasburger:
- Alhagi, Astragalus, Calophaca, Caragana, Chesneya, Clianthus, Colutea, Eremosparton, Erophaca, Galega, Glycyrrhiza, Halimodendron, Lessertia, Oxytropis, Smirnowia, Sphaerophysa, Sutherlandia, Swainsona.